# Héritage des Celtes
L'Héritage des Celtes (L'eredità dei Celti) è una band formata da musicisti che provengono dalle nazioni celtiche.
È stata fondata a Quimper da due Bretoni, il produttore Jacques Bernard e il chitarrista Dan Ar Braz (pseudonimo di Daniel Le Bras). 
Tutto cominciò come un raduno di amici, per celebrare il 70º anniversario del Festival della Cornovaglia francese nel 1993. L'avventura superò ogni aspettativa: 2.5 milioni di album venduti, migliaia di spettatori nei più grandi palchi di Francia (Bercy, Zéniths, stadi, festival) e due vittorie dei Musique awards nel 1996 e nel 1998 (miglior album di musica tradizionale). 
La loro fama in Francia era così diffusa che nel 1996 furono chiamati a rappresentare la nazione al 41º concorso di canzoni Eurovision con una canzone in bretone, "Diwanit bugale". 
Nell'agosto del 2000 il gruppo suonò al Festival Interceltico a Lorient, e Dan Ar Braz annunciò che quello sarebbe stato l'ultimo concerto.

## Discografia
- Héritage des Celtes (1994)
- En concert Live (1995)
- Finisterres (1997)
- Zenith (1998)
- Bretagnes à Bercy (1999) (artisti vari)
- Nuit Celtique au Stade de France (2002) (artisti vari)